# AS Roma 1943/1944
Sezon 1943/1944 klubu AS Roma.

## Sezon
Rozgrywki w sezonie 1943/1944 z powodu wojny rozgrywały się tylko na poziomie regionalnym. Roma wystąpiła w okręgu rzymskim w osłabionym składzie - Aristide Coscia odszedł do Ambrosiany, a Miguel Angel Pantó wrócił do Argentyny. Guido Masetti został grającym trenerem, a Roma zajęła 2. miejsce w mistrzostwach Rzymu za S.S. Lazio.

## Skład i ustawienie zespołu
| W SEZONIE 1943/1944 |         |                |      |
| Imię i nazwisko     | Kraj    | Data urodzenia | Gole |
| Trener              |         |                |      |
| Guido Masetti       | Włochy  | 22.11.1907     |      |
| Bramkarze           |         |                |      |
| Giacomo Blason      | Włochy  | 19.03.1914     |      |
| Luciano Casadei     | Włochy  | 14.02.1925     |      |
| Guido Masetti       | Włochy  | 22.11.1907     |      |
| Obrońcy             |         |                |      |
| Sergio Andreoli     | Włochy  | 03.05.1922     | 2    |
| Ferioli             | Włochy  | ?              |      |
| Luigi Milano        | Włochy  | 06.07.1913     |      |
| Renato Pastori      | Włochy  | 21.02.1918     |      |
| Pomocnicy           |         |                |      |
| Paolo Jacobini      | Włochy  | 26.09.1919     | 1    |
| Naim Krieziu        | Albania | 01.01.1918     | 11   |
| Claudio Matteini    | Włochy  | 31.05.1923     |      |
| Edmondo Mornese     | Włochy  | 14.11.1910     |      |
| Roccasecca          | Włochy  | ?              | 1    |
| Giuseppe Salvioli   | Włochy  | 05.11.1917     | 1    |
| Enrico Schiavetti   | Włochy  | 09.02.1920     | 4    |
| Napastnicy          |         |                |      |
| Amedeo Amadei       | Włochy  | 26.07.1921     | 16   |
| Enzo Cozzolini      | Włochy  | 03.01.1924     | 7    |
| Mario Forlivesi     | Włochy  | ?              | 8    |
| Nicola Fusco        | Włochy  | ?              | 3    |